# (11403) 1999 BW
(11403) 1999 BW est un astéroïde de la ceinture principale découvert en 1999.

## Description
(11403) 1999 BW a été découvert le 16 janvier 1999 à l'observatoire Gekko, situé à Shizuoka (Japon), par Tetsuo Kagawa.

### Caractéristiques orbitales
L'orbite de cet astéroïde est caractérisée par un demi-grand axe de 2,61 UA, un périhélie de 2,29 UA, une excentricité de 0,12 et une inclinaison de 2,07° par rapport à l'écliptique. Du fait de ces caractéristiques, à savoir un demi-grand axe compris entre 2 et 3,2 UA et un périhélie supérieur à 1,666 UA, il est classé, selon la JPL Small-Body Database, comme objet de la ceinture principale d'astéroïdes.

### Caractéristiques physiques
(11403) 1999 BW a une magnitude absolue (H) de 14,6 et un albédo estimé à 0,264.